# Малый Седяк (река)
Малый Седяк — река в России, протекает по Бижбулякскому району РеспубликиБашкортостан.
Исток реки находится к северу от деревни Красная Горка Бижбулякского района Республики Башкортостан. Является правобережным притоком реки Седяк, её устье находится в 32 км от устья реки Седяк, около деревни Василькино. Длина реки составляет 16 км. Населённые пункты у реки: Лысогорка, Каменка.

## Данные водного реестра
По данным государственного водного реестра России относится к Камскому бассейновому округу, водохозяйственный участок реки — Дёма от истока до водомерного поста у деревни Бочкарёва, речной подбассейн реки — Белая. Речной бассейн реки — Кама.
Код объекта в государственном водном реестре — 10010201312111100024403.